# Progressief Leudal
Progressief Leudal is een lokale politieke partij in de gemeente Leudal.
Progressief Leudal is ontstaan in het voorjaar van 2006 uit een fusie van de politieke partij Keerpunt92 (die vertegenwoordigd was in de gemeenteraad van Hunsel), vertegenwoordigers van de politieke partij Gemeentebelangen uit Haelen, en leden van D66, GroenLinks en de Socialistische Partij. 
Op 22 november 2006 haalde Progressief Leudal 1200 stemmen gekregen (5,5%) bij de tussentijdse gemeenteraadsverkiezingen en kreeg een vertegenwoordiger in de raad van de gemeente Leudal. Op 3 maart 2010 kreeg de partij 1083 stemmen (6,8%) en kreeg de partij twee zetels in de raad. Progressief Leudal wordt anno 2010 in de raad vertegenwoordigd door Joost van der Stappen (uit Ittervoort) en Monique Hageman (uit Haelen). 
In Januari 2013 is Progressief Leudal lid geworden van het college van Burgemeester en Wethouders. Joost van der Stappen is wethouder geworden, hij is als lid van de gemeenteraad opgevolgd door Ron de Cock uit Haelen.